# 武者小路家
武者小路家（むしゃのこうじけ）は、以下の2家がある。
1. 藤原北家閑院流の公家（羽林家）・華族（子爵）
2. 藤原北家日野流の公家。戦国期に廃絶。

## 武者小路家（藤原北家閑院流）
藤原北家閑院流三条西家庶流の公家・華族だった家。公家としての家格は羽林家、華族としての家格は子爵家。

### 歴史
江戸時代前期に右大臣三条西実条の次男公種が三条西家から分家して新たに武者小路家を立てたのに始まる。公家としての家格は羽林家、新家、外様。江戸時代の家禄ははじめ160石、後に130石。
三条西実条の三男・実号（さねな）は分家して西郊家（にしむらけ）を起こしたが、その長男・実信の長男・実陰が大伯父の公種の養子に入り、武者小路家を相続した。実陰は若年から歌才に富み、霊元上皇の寵愛を受けて中院通茂や清水谷実業と共に霊元院歌壇の重鎮として活躍した。家集に『芳雲集』、歌論に『初学考鑑』がある。
西郊家は実陰が本家を相続したことで当主を失い一旦途絶えたが、のちに天皇から実陰の次男・重季に西郊家の再興が特に許されている。この重季が出世して西郊家も晴れて堂上家の一つとして羽林家に加わることとなったが、その際に家名を高松家に改めている。
実陰の孫実岳も二条派宮廷歌人として著名となり、門下から伴蒿蹊や澄月などが出ている。実岳の子公陰の養子である三条家出身の実純も歌人として活躍し、家集に「武者小路実純卿御詠」がある。
明治維新後の明治2年（1869年）に公家と大名家を統合した華族制度が誕生すると、武者小路家も旧公家として華族に列した。明治3年12月10日に定められた家禄は、現米で254石8斗。明治9年8月5日の金禄公債証書発行条例に基づき家禄と引き換えに支給された金禄公債の額は1万1512円67銭3厘（華族受給者中343位）。
明治17年（1884年）7月7日の華族令施行で華族が五爵制になったのに伴い、同年8日に大納言直任の例がない旧堂上家として実世が子爵に叙せられた。
実世の三男で爵位を継承した公共は外交官として駐ルーマニア兼ユーゴ公使、駐デンマーク兼スウェーデン公使、トルコ大使などを歴任した後、昭和9年（1934年）に駐ドイツ大使となり、日独防共協定締結の衝に当たったことで知られる。日独協会会長も務めた。昭和13年に帰国した後に宮内省宗秩寮総裁となるが、戦後一時期公職追放となった。
小説家として著名な武者小路実篤は実世の四男である。彼は明治43年（1910年）に志賀直哉らと『白樺』を創刊し、人道主義を掲げて執筆活動を行った。代表作に『お目出たき人』『友情』『その妹』などがある。人道主義の実践の場として宮崎県に「新しき村」を建設したことでも知られる。
昭和前期に武者小路子爵家の邸宅は東京市目黒区上目黒にあった。

## 武者小路家（藤原北家日野流）
藤原北家日野流柳原家庶流の公家。
南北朝時代の公家・日野資明（後醍醐天皇の側近として著名な日野資朝の弟で、柳原家の祖）の子・教光を祖とする。教光から5代縁光まで代々公卿となるが、戦国時代頃に絶家した。
3代隆光（俊宗とも）の娘・円満院は堀越公方初代・足利政知の継室となり、足利清晃（後の義澄。室町幕府第11代将軍）、足利潤童子の生母となる。しかし政知の死後、かつて政知によって廃嫡され幽閉されていた足利茶々丸（潤童子の異母兄）に潤童子共々殺害されている。殺害された理由としては、一説に自らの子である潤童子を政知の後継に据えるために円満院が茶々丸を讒言しており、それが廃嫡・幽閉に繋がっていたことを恨んでいたためともされている。

## 系譜
実線は実子、点線（縦）は養子、点線（横）は婚姻関係。